# Mondéjar
Mondéjar è un comune spagnolo di 2 223 abitanti situato nella comunità autonoma di Castiglia-La Mancia.